# 厚坡镇
厚坡镇，是中国河南省淅川县下辖的一个镇，全镇面积达154.1平方公里，耕地面积13.4万亩，总人口约12万人。

## 历史
厚坡镇历史上隶属于邓县，是邓县四大名镇之一。20世纪70年代的丹江口水库淹没了淅川县的大片土地，1972年将厚坡划归淅川县管辖。

## 地理
刁河：刁河流经厚坡西部。
荡堰河：是厚坡镇第二大河，因古代的水利工程荡堰而得名。古荡堰旧址位于赵寨村委会西北部李家寨自然村周围，此地地势低洼，虽旱不竭，多鱼池藕塘。
前河：流经前河村的新石器遗址原始社会聚落的南部。前河与刁河交汇处的南部有陡峭的山崖，又名大山寨，是故事《春秋配》的发源地。前河流域一带的前川据说即为南北朝时期孝文帝的病死之地谷塘原。

## 交通
在建的241国道穿越厚坡镇和九重镇向西南连接湖北丹江口市，在建的蒙西至华中地区铁路煤运通道通过厚坡镇，内邓高速穿镇而过。

## 古迹
现境内有清代山陕会馆、韦集古镇一条街、汉代五女冢、祖始庙等。